# Rumince
Rumince, ungarisch Runya (bis 1927 slowakisch auch „Rumnice“ oder „Runica“) ist eine Gemeinde in der südlichen Mittelslowakei mit 347 Einwohnern (Stand 31. Dezember 2024), die im Okres Rimavská Sobota, einem Kreis des Banskobystrický kraj, liegt und zur traditionellen Landschaft Gemer gehört.

## Geographie
Die Gemeinde befindet sich im Mittelteil des Talkessels Rimavská kotlina (Teil der größeren Einheit Juhoslovenská kotlina), auf rechtsseitiger Flurterrasse der Slaná, unweit der Mündung des rechtsseitigen Baches Kaloša in den Fluss. Das Ortszentrum liegt auf einer Höhe von 168 m n.m. und ist acht Kilometer von Tornaľa sowie 25 Kilometer von Rimavská Sobota entfernt.
Nachbargemeinden sind Stránska im Norden, Včelince im Nordosten und Osten, Chanava im Süden, Barca im Westen und Figa im Nordwesten.

## Geschichte

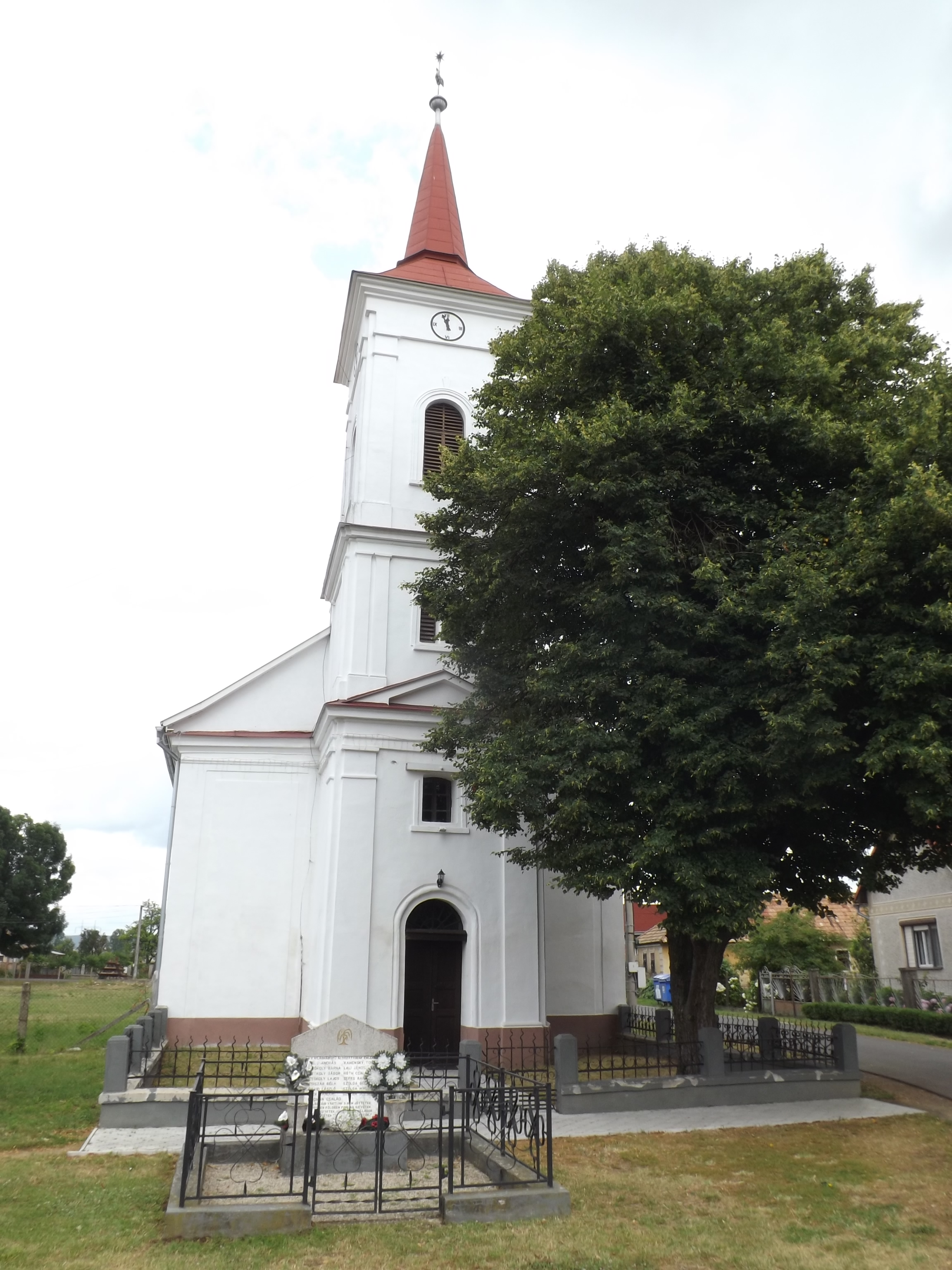
Reformierte Kirche in Rumince

Auf dem Gemeindegebiet von Rumince gab es eine Siedlung aus der Hallstattzeit.
Rumince wurde zum ersten Mal 1266 als Runya beziehungsweise Runa schriftlich erwähnt, weitere historische Bezeichnungen sind Nogrona (1340), Kysrunya (1384) und Runyo (1786). 1340 war die Gemeinde in die Orte Malé Rumince und Veľké Rumince geteilt. Das ganze Ortsgebiet war Besitz der Familie Soldos, ab dem 18. Jahrhundert mehrerer landadliger Familien. Im 16. und 17. Jahrhundert flüchteten die meisten Einwohner. 1773 wohnten 19 leibeigene Bauern- und vier Untermieterfamilien im Ort, 1828 zählte man 85 Häuser und 599 Einwohner, die als Landwirte beschäftigt waren.
Bis 1918/19 gehörte der im Komitat Gemer und Kleinhont liegende Ort zum Königreich Ungarn und kam danach zur Tschechoslowakei beziehungsweise heute Slowakei. Auf Grund des Ersten Wiener Schiedsspruchs lag der Ort von 1938 bis 1944 noch einmal in Ungarn.

## Bevölkerung
| Jahr                | 1994 | 2004    | 2014    | 2024    |
| ------------------- | ---- | ------- | ------- | ------- |
| Anzahl der Personen | 428  | 407     | 367     | 347     |
| Unterschied         |      | −4,90 % | −9,82 % | −5,44 % |

| Jahr                | 2023 | 2024    |
| ------------------- | ---- | ------- |
| Anzahl der Personen | 350  | 347     |
| Unterschied         |      | −0,85 % |

Gemäß der Volkszählung 2011 wohnten in Rumince 386 Einwohner, davon 239 Magyaren,  128 Slowaken, drei Roma sowie jeweils zwei Deutsche und Tschechen. Acht Einwohner machten keine Angabe zur Ethnie.
158 Einwohner bekannten sich zur reformierten Kirche, 98 Einwohner zur römisch-katholischen Kirche, 86 Einwohner zur Evangelischen Kirche A. B. und ein Einwohner zur orthodoxen Kirche. 26 Einwohner waren konfessionslos und bei 13 Einwohnern wurde die Konfession nicht ermittelt.

## Baudenkmäler
- reformierte (calvinistische) Kirche, ursprünglich gotischer Sakralbau, der 1877 umfassend umgebaut wurde[6]
- Landsitz der Familie Soldos im Barockstil aus dem 18. Jahrhundert, heute in schlechtem Zustand[7]